# Liste der Nummer-eins-Hits in Schweden (1979)
Diese Liste enthält alle Nummer-eins-Hits in Schweden im Jahr 1979. Es gab in diesem Jahr neun Nummer-eins-Singles und elf Nummer-eins-Alben.
| Singles | Alben |
| --- | --- |
| - John Travolta & Olivia Newton-John – You’re the One That I Want - 12 Wochen (20. Oktober 1978 – 11. Januar 1979) - Boney M. – Mary’s Boy Child / Oh My Lord - 2 Wochen (12. Januar – 25. Januar) - Bee Gees – Too Much Heaven - 2 Wochen (26. Januar – 8. Februar) - Village People – Y.M.C.A. - 12 Wochen (9. Februar – 3. Mai) - Milk & Honey – Halleluya - 10 Wochen (4. Mai – 12. Juli) - M – Pop Muzik - 2 Wochen (13. Juli – 26. Juli) - Patrick Hernandez – Born to Be Alive - 6 Wochen (27. Juli – 6. September) - Frank Zappa – Bobby Brown (Goes Down) - 6 Wochen (7. September – 18. Oktober) - Secret Service – Oh! Susie - 14 Wochen (19. Oktober 1979 – 24. Januar 1980) | - Grease: The Original Soundtrack from the Motion Picture (Soundtrack) - 16 Wochen (22. September 1978 – 11. Januar 1979) - Rod Stewart – Blondes Have More Fun - 6 Wochen (12. Januar – 22. Februar) - The Bee Gees – Spirits Having Flown - 8 Wochen (23. Februar – 18. April) - Factory – Factory - 2 Wochen (19. April – 3. Mai) - ABBA – Voulez-Vous - 10 Wochen (4. Mai – 12. Juli) - Dire Straits – Communiqué - 8 Wochen (13. Juli – 6. September, insgesamt 12 Wochen) - Patrick Hernandez – Born to Be Alive - 2 Wochen (7. September – 20. September) - Dire Straits – Communiqué - 4 Wochen (21. September – 18. Oktober, insgesamt 12 Wochen) - The Boppers – Keep on Boppin’ - 6 Wochen (19. Oktober – 29. November) - Eagles – The Long Run - 2 Wochen (30. November – 13. Dezember) - Pink Floyd – The Wall - 26 Wochen (14. Dezember 1979 – 12. Juni 1980) |